# Vila Samohrd (Luhačovice)
Vila Samohrd (též Vládní vila) je historizující vila v Luhačovicích.

## Historie
Investorem vily byl Alois O. Samohrd a nechal ji vybudovat v roce 1906 (1907) podle architektonického návrhu Františka Sandera (Vladimíra Fischera). Fresky na fasádě jsou dílem malíře Ládi Nováka. Kolem roku 1933 vila změnila majitele, zakoupil ji Josef Ander, vlastník firmy Ander a syn Olomouc (ASO). Vila sloužila jako reprezentační letní sídlo. Rodina Anderova v domě žila až do roku 1984. V 80. letech 20. století byl objekt rekonstruován a fungoval jako vládní vila pro ubytování vládních a stranických delegací. Pro ubytování vládních představitelů vila sloužila i po roce 1989. V roce 2000 byla vila zapsána na seznam kulturních památek. V roce 2003 proběhla další rekonstrukce. V současné době (2025) vila slouží jako boutique hotel.
Tvoří dvojici se sousední vilou Pracner.

## Architektura
Jedná se o samostatně stojící dům na čtvercovém půdorysu. Vchod do domu je umístěn v samostatné přístavbě, plocha nad ní je zdobena sgrafitem. Nápadným prvkem exteriéru je hranolová věž s gotizující střechou s námětky. V přízemí průčelí je umístěna široká arkáda s archivoltou, v patře pak je dvojice arkád rovněž s archivoltami. Štít nad arkádami je zdoben sgrafitovým zpodobněním dudáka a nápisem Kdo si srdce dodává, se štěstím se potkává. Přízemní lodžie je schodištěm propojena se zahradou. Motiv arkád se opakuje i v jedné z bočních fasád, druhá pak je zvýrazněna věžovitým rizalitem se sedlovou střechou s valbičkou. Obecně je hmotová dispozice vily velmi členitá.
Interiér si z původního vybavení zachoval jen minumum. Původní je členění místností a také některé kovářské prvky: zábradlí, mříže v oknech.